# Midland, Colorado
Midland är en så kallad census-designated place i Teller County i Colorado. Vid 2010 års folkräkning hade Midland 156 invånare.